# Saint-Quay-Portrieux
Saint-Quay-Portrieux är en kommun i departementet Côtes-d'Armor i regionen Bretagne i nordvästra Frankrike. Kommunen ligger i kantonen Étables-sur-Mer som tillhör arrondissementet Saint-Brieuc. År 2022 hade Saint-Quay-Portrieux 3 253 invånare.

## Befolkningsutveckling
Antalet invånare i kommunen Saint-Quay-Portrieux
Referens:INSEE

## Galleri

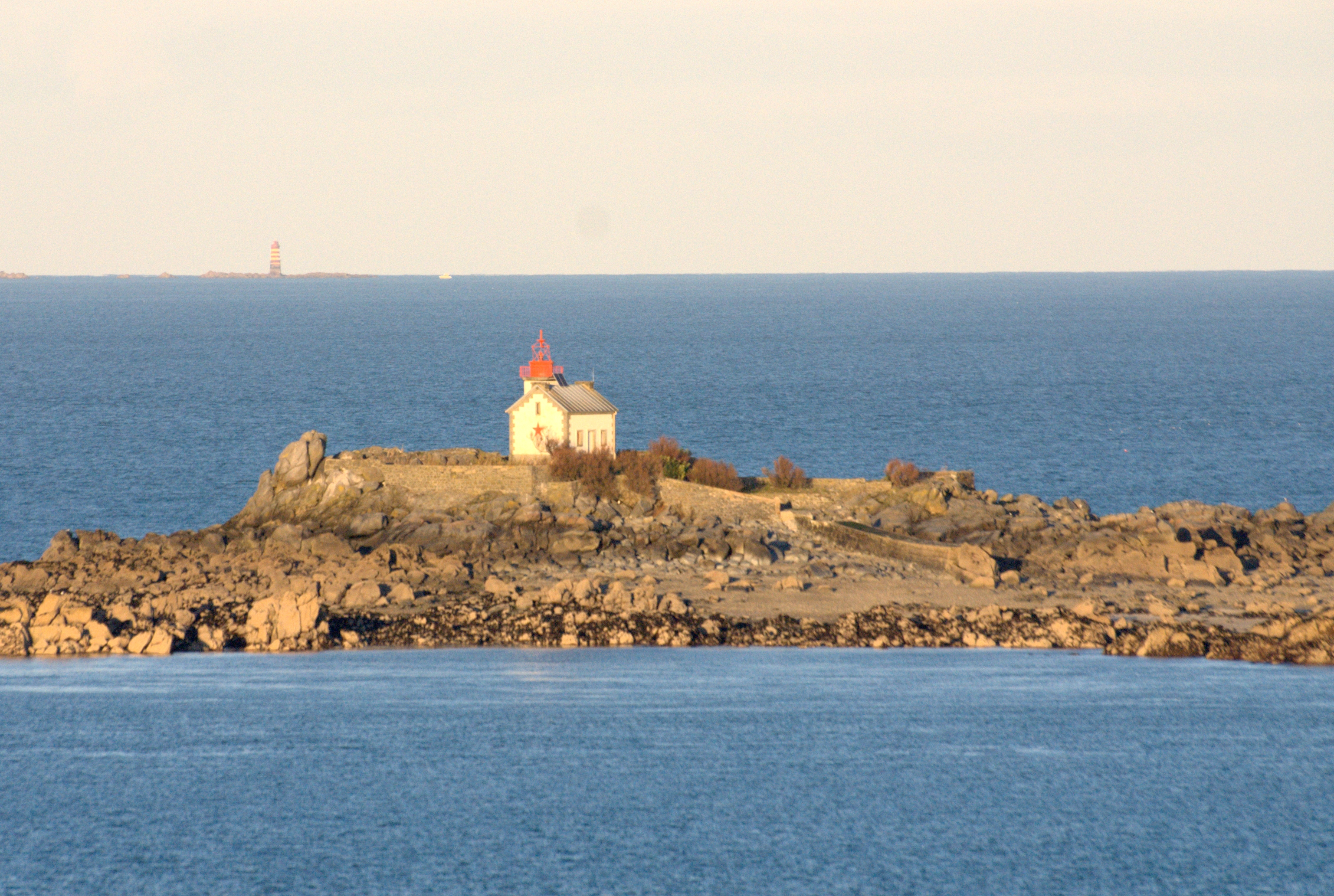
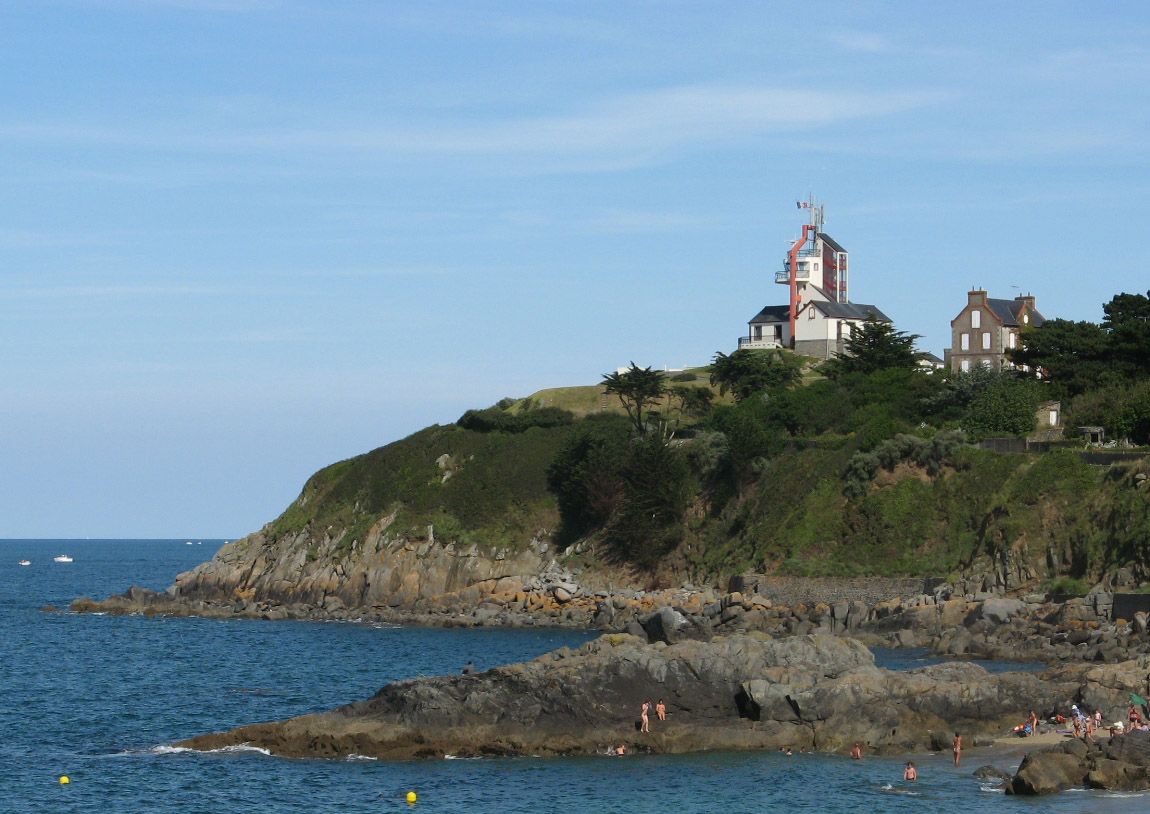